# دانيال ر. بنسون
دانيال ر. بنسون (بالإنجليزية: Daniel R. Benson)‏ هو سياسي أمريكي، ولد في 22 نوفمبر 1975. حزبياً، نشط في الحزب الديمقراطي. وقد انتخب عضو جمعية نيوجيرسي العامة.